# Карл-Геннінг Педерсен
Карл-Геннінг Педерсен (дан. Carl-Henning Pedersen; 23 вересня 1913 — 20 лютого  2007) — данський художник-експресіоніст XX — початку XXI століття, працював в дусі примітивів, на сюжети і в манері дитячих малюнків.
Різнобічно обдарований, Педерсен був одним з провідних художників Данії другої половини XX століття. За більш, ніж 70-річну кар'єру він створив величезну спадщину, що належить безлічі жанрів: виконував монументальні мозаїчні панно, керамічні фризи для прикраси фасадів будівель, працював як скульптор, вітражист, графік, аквареліст, вазописець. Але основний його внесок — це станкові живописні роботи на полотні. Педерсен — один з ініціаторів та активних членів об'єднання КОБРА (1948–1951).

## Біографія

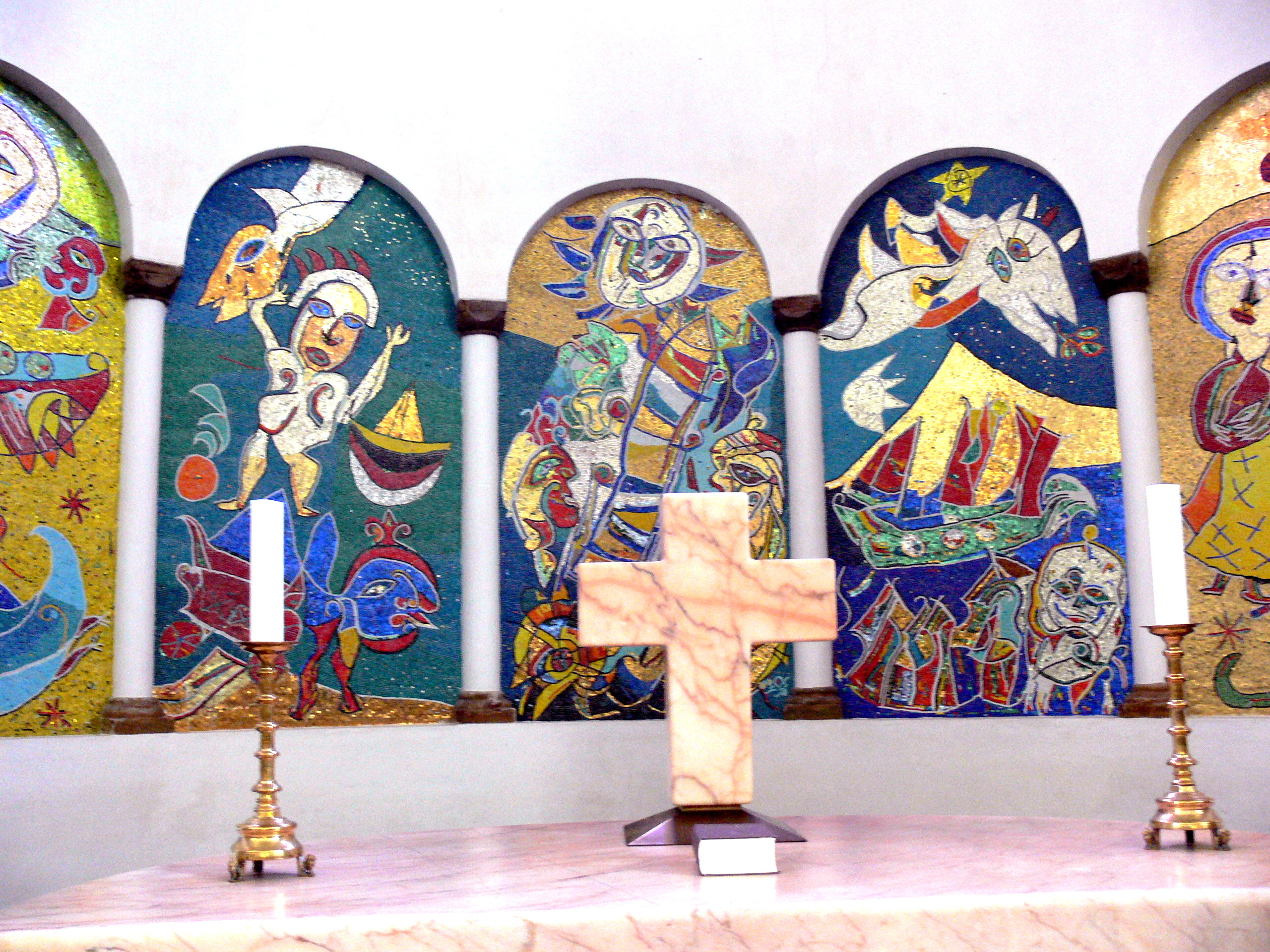
Собор в Рібе : Мозаїки К.-Г. Педерсена в апсиді хору.
«Вознесіння Іллі», «Сон Якова», «Чаша життя».

Карл-Геннінг Педерсен народився у Копенгагені і виріс в бідному районі. З юності сповідував ліво-радикальні політичні погляди.
Поступив у Міжнародну вищу народну школу у Гельсінгері у 1933 році, де він зустрівся художницю-самоука Ельсен Кірстен Альфельт. Вони одружилися у 1934 році, в тому ж році народилася, і їх перша дочка, Вібеке Альфельт. Ельсен Альфельт так ніколи і не отримала освіти, що не завадило їй приєднатися в кінці 1940-х років до групи КОБРА.
У 1936 році він показав чотири абстрактні роботи у Копенгагені.
У 1939 році Педерсен зробив пішу подорож до Парижа, де він побачив роботи Пікассо і Матісса. У Франкфурті-на-Майні він відвідав виставку «дегенеративного мистецтва» (Entartete Kunst) і прийшов тут в захват від живопису  Марка Шагала.
Друга дочка Карла-Геннінга і Ельсен Альфельт, Карі-Ніна, народилася у 1940 році.
Після початку Другої світової війни, разом зі своїм земляком, Асгером Йорном, Педерсен створює об'єднання, що групується навколо журналу «Гелгестен» («Пекельний кінь»). Журнал «Гелгестен», що видався Йорном в роки, коли Данія була окупована німецькими військами (1941–1945), був напівпідпільним. 12 надрукованих номерів складалися з статей художників, в тому числі Педерсена і його дружини Ельсен Альфельт і в ньому переважала тема вільної творчості (народне і примітивне мистецтво, малюнки душевнохворих). Ця група стала прообразом майбутнього об'єднання КОБРА.
В 1975 році, через рік після смерті першої дружини, Карл-Геннінг Педерсен знайомиться в Єрусалимі з норвезькою художницею, письменником і фотографом — Сідсель Рамсон. Пара одружується і живе у Франції (Солем, за 250 км на північний захід від Парижа) і в Данії (у Фредеріксберзі).
Помер художник у Копенгагені, після тривалої хвороби, у віці 93 років.

## Творчість і визнання
Його роботи, на момент, коли вони були вперше представлені членам групи КОБРА справили на них сильне враження. До нього приклеїлося прізвисько «скандинавський Шагал». І хоча живопис К.-Г. Педерсена надзвичайно різноманітний, і є роботи, побудовані на гармонії темно-синіх, синьо-зелених, фіолетових, чорних тонів, все ж його стиль визначився як своєрідна точкова техніка з основними відтінками світло-жовтих і білих барвистих тонів, немов виходять на світло з нічної синяви. Птахи і боги поцятковані нанесеними на основу світлими, енергійними роздільними мазками. Таким чином живописцю вдавалося досягти незвичайного ефекту світіння (наприклад його роботи «Покоління» (1950) або «Жовтий кінь-сонце з обертовою зорею» (1961).
В 1960-1970-их роках Педерсен багато часу приділяв монументальному мистецтву. Для Університету Копенгагена він створює масштабну мозаїку "Космічне море ".
Виставкова діяльність Педерсена тривала понад 50 років. У 1950 році він отримав медаль Екерсберга від Академії витончених мистецтв Данії. у 1958 році удостоєний премії Гуггенгайма; у 1962 році офіційно представляв Данію на Венеційській бієнале. У 1963 році удостоєний Медалі Торвальдсена (це — найвища у Данії нагорода в галузі образотворчого мистецтва, яку присуджує Королівська академія витончених мистецтв Данії).

## Музей

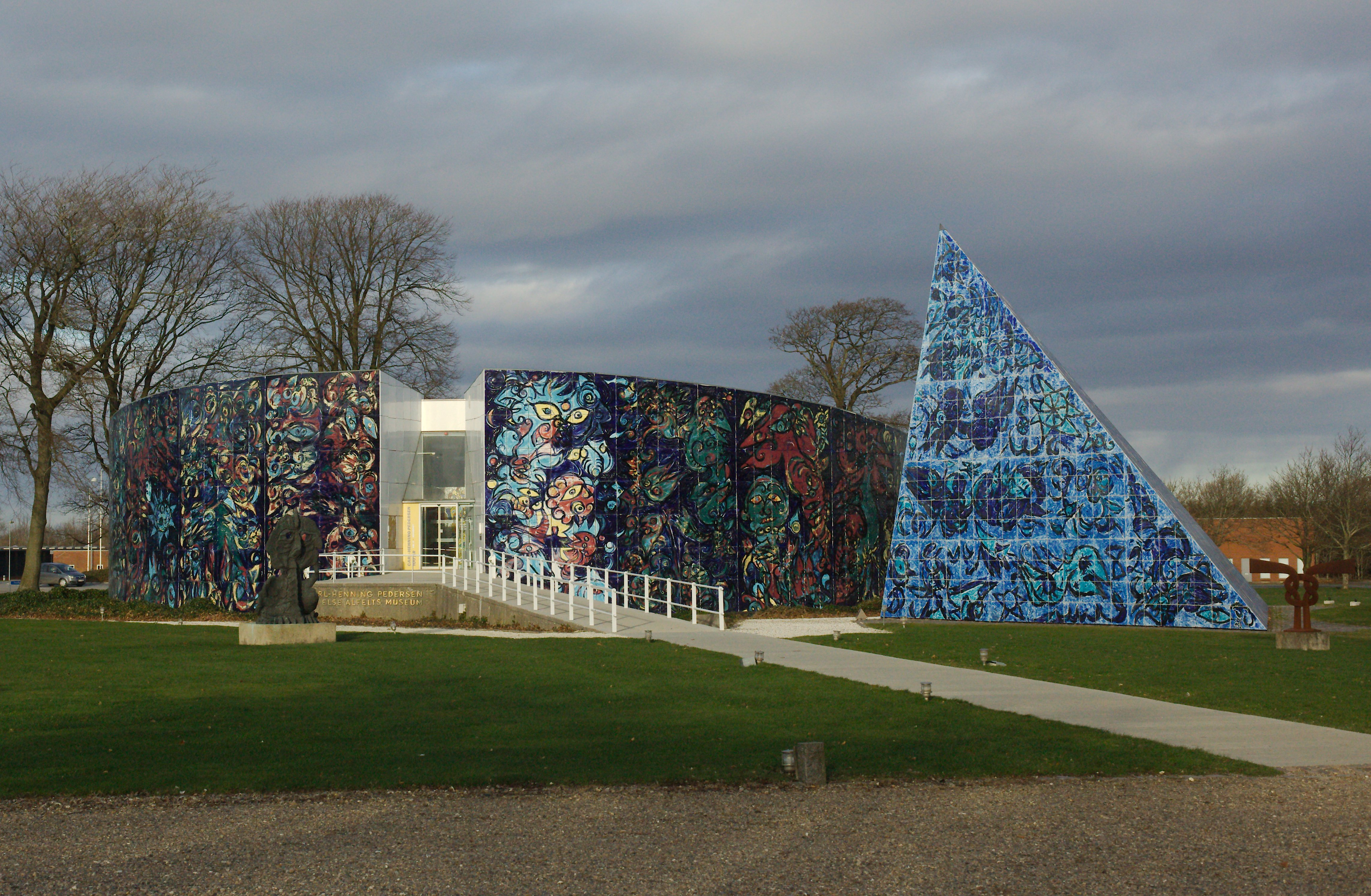
Музей Карла-Геннінга Педерсена і Ельсен Альфельту місті Гернінг у Центральній Ютландії, Данія

На початку 1970-х років влада Копенгагена відхилила пропозицію Карла-Геннінга Педерсена пожертвувати на користь міста близько 3000 картин, малюнків і скульптур. Відмова була мотивована тим, що колекцію ніде було розмістити. Тоді невелике місто Гернінг зголосилося власним коштом побудувати музей Педерсена у себе. У Центральному парку міста була побудована кругла будівля музею, яка покрита із зовнішнього боку 90-метровим керамічним фризом, виконаним Карлом-Геннінгом Педерсеном. З усіх боків музей оточує парк скульптур.
Ельсен Альфельт померла у 1974 році. Педерсен відмовлявся показувати і продавати її роботи. Лише після створення музею, він виставив її картини, де з тих пір знаходиться більшість (понад 4000) робіт цих двох художників.